# Primera División de México (1968/1969)
Rozgrywki 1968/1969 były 66. sezonem w historii ligi meksykańskiej, a 26. sezonem w historii profesjonalnej ligi meksykańskiej. Tytułu mistrzowskiego broniła Toluca.

## Tabela
| Lp. | Klub             | M  | Z  | R  | P  | B+ | B- | Pkt. | Uwagi              |
| --- | ---------------- | -- | -- | -- | -- | -- | -- | ---- | ------------------ |
| 1   | Cruz Azul        | 30 | 18 | 8  | 4  | 49 | 26 | 44   | Mistrzostwo        |
| 2   | Guadalajara      | 30 | 14 | 10 | 6  | 45 | 30 | 38   |                    |
| 3   | Deportivo Toluca | 30 | 13 | 8  | 9  | 43 | 30 | 34   |                    |
| 4   | Pumas UNAM       | 30 | 13 | 8  | 9  | 50 | 42 | 34   |                    |
| 5   | Club América     | 30 | 14 | 6  | 10 | 38 | 36 | 34   |                    |
| 6   | Club Atlas       | 30 | 13 | 8  | 9  | 41 | 39 | 34   |                    |
| 7   | Club León        | 30 | 13 | 5  | 12 | 54 | 50 | 31   |                    |
| 8   | Atlante FC       | 30 | 12 | 7  | 11 | 43 | 44 | 31   |                    |
| 9   | Club Necaxa      | 30 | 10 | 9  | 11 | 38 | 31 | 29   |                    |
| 10  | CF Pachuca       | 30 | 11 | 6  | 13 | 49 | 51 | 28   |                    |
| 11  | CF Monterrey     | 30 | 10 | 8  | 12 | 37 | 46 | 28   |                    |
| 12  | Veracruz         | 30 | 8  | 11 | 11 | 29 | 35 | 27   |                    |
| 13  | CF Laguna        | 30 | 7  | 9  | 14 | 34 | 45 | 23   |                    |
| 14  | Irapuato FC      | 30 | 7  | 9  | 14 | 38 | 52 | 23   |                    |
| 15  | Nuevo León       | 30 | 7  | 7  | 16 | 33 | 44 | 21   | Baraż o utrzymanie |
| 16  | CD Oro           | 30 | 7  | 7  | 16 | 34 | 54 | 21   | Baraż o utrzymanie |

## Baraż o utrzymanie
Estadio Azteca, Meksyk
Nuevo León 1 - 1 CD Oro
Nuevo León 2 - 2 CD Oro 
Nuevo León 0 - 1 CD Oro
Nuevo León spadło z ligi.